# Asclepíades de Antioquía
Asclepíades, Aslipíades o Ascelpíades de Antioquía (en griego: Ἀσκληπιάδης, fallecido alrededor de 218/220), llamado "el confesor", fue Obispo de Antioquía (211/212 y 217/220) y mártir. 
Se distinguió como confesor y escritor de comentarios bíblicos. Le dieron el título de mártir debido a las pruebas que sufrió durante la persecución romana.
Su obispado, en sucesión de Serapión, comenzó conjuntamente con el reinado del emperador Caracalla (r. 211-217). El futuro Alejandro de Jerusalén (r. 211/213 - 249/251), que fue encarcelado en el momento de su ascensión, escribió una carta a la comunidad de Antioquía expresando su alegría por la noticia y la envió a través de Clemente de Alejandría, quien estaba viajando a la ciudad. Su sucesor fue Fileto.
Eusebio de Cesarea específica el primer año del gobierno de Caracalla como el comienzo de su mandato, por lo que 212 generalmente se da como el año en que Asclepíades asumió el cargo. Con referencia a otra fuente, Harnack supone un comienzo algo más temprano. Además del año 218, el 220 también está indicado para el año de su muerte.
| Predecesor: Serapión | Obispo de Antioquía 211 – 218 | Sucesor: Fileto |